# Алта (аэропорт)
Аэропорт Алта (норв. Alta lufthavn; (ИАТА: ALF, ИКАО: ENAT)) — международный аэропорт, расположенный в городе Алта, фюльке Финнмарк, Норвегия. В 2018 году аэропорт обслужил 386 662 пассажиров, что делает его самым загруженным аэропортом в Финнмарке. Управляется государственной компанией Avinor. Аэропорт имеет одну асфальтовую ВПП размером 2253Х40 м, расположенную по курсу 11/29. Авиакомпаниями, выполняющими регулярные рейсы, являются Norwegian Air Shuttle, Scandinavian Airlines и Widerøe.

## История
Первый аэропорт в Алте был построен вермахтом во время немецкой оккупации Норвегии. Взлетно-посадочная полоса была построена в Эльвебаккене в 1943 году. В 1944 году аэропорт был разрушен отступавшими немецкими войсками. В 1945 году Королевские норвежские ВВС эксплуатировали маршрут на гидросамолете вдоль побережья Северной Норвегии, который включал остановку в Алте. Однако следующим летом маршрут не был возобновлен. Полеты совершались через водный аэродром в Букте. Первоначально пассажиры перевозились к самолету на лодке, но через несколько лет был построен плавучий док. Услуги предоставлялись только в течение пяти летних месяцев, с мая по сентябрь. В остальное время у Алты не было авиасообщения. Время в пути до Осло занимало шесть дней, в основном на корабле. В 1954 году Widerøe начала полеты из Тромсё через Алту в Хаммерфест, Киркенес и Вадсё, используя для этого De Havilland Canada DHC-3 Otter. В 1957 году в Букте было 2000 пассажиров в год, начиная с 1960 года полеты совершались ежедневно.
Решение о строительстве аэропорта Алта было принято в 1961 году. Строительство велось одновременно со строительством аэропорта Банак и Киркенес, что в совокупности давало Финнмарку сразу 3 основных аэропорта. Строительство началось в феврале 1962 года и обошлось в 3,2 млн норвежских крон. Взлетно-посадочная полоса была завершена осенью того же года. К концу апреля 1963 года в аэропорту не было противопожарного оборудования, а наземная команда еще не прошла достаточной подготовки. Тем не менее, проблемы были решены, что позволило аэропорту открыться 4 мая 1963 года. Аэропорты Лаксэльв и Киркенес также открылись в тот же день. Диспетчерская вышка и пассажирский терминал не были завершены до 1964 года, поэтому сначала в качестве терминала использовался навес.
В 1990 году аэропорт Алта стал единственным аэропортом в Финнмарке с прямыми рейсами в Осло. В период с 1989 по 1990 год число ежегодных полетов в Алте возросло с 7 711 до 10 035.
В феврале 2007 года Avinor объявил о модернизации аэропорта, которая включала в себя строительство нового пассажирского терминала с возможностью обслуживания международных рейсов, диспетчерской вышки, усиления систем безопасности аэропорта. Сумма реконструкции составила 300 млн норвежских крон.. Новый терминал был введен в эксплуатацию 23 октября 2009 года и был официально открыт 25 сентября того же года.

## Инфраструктура

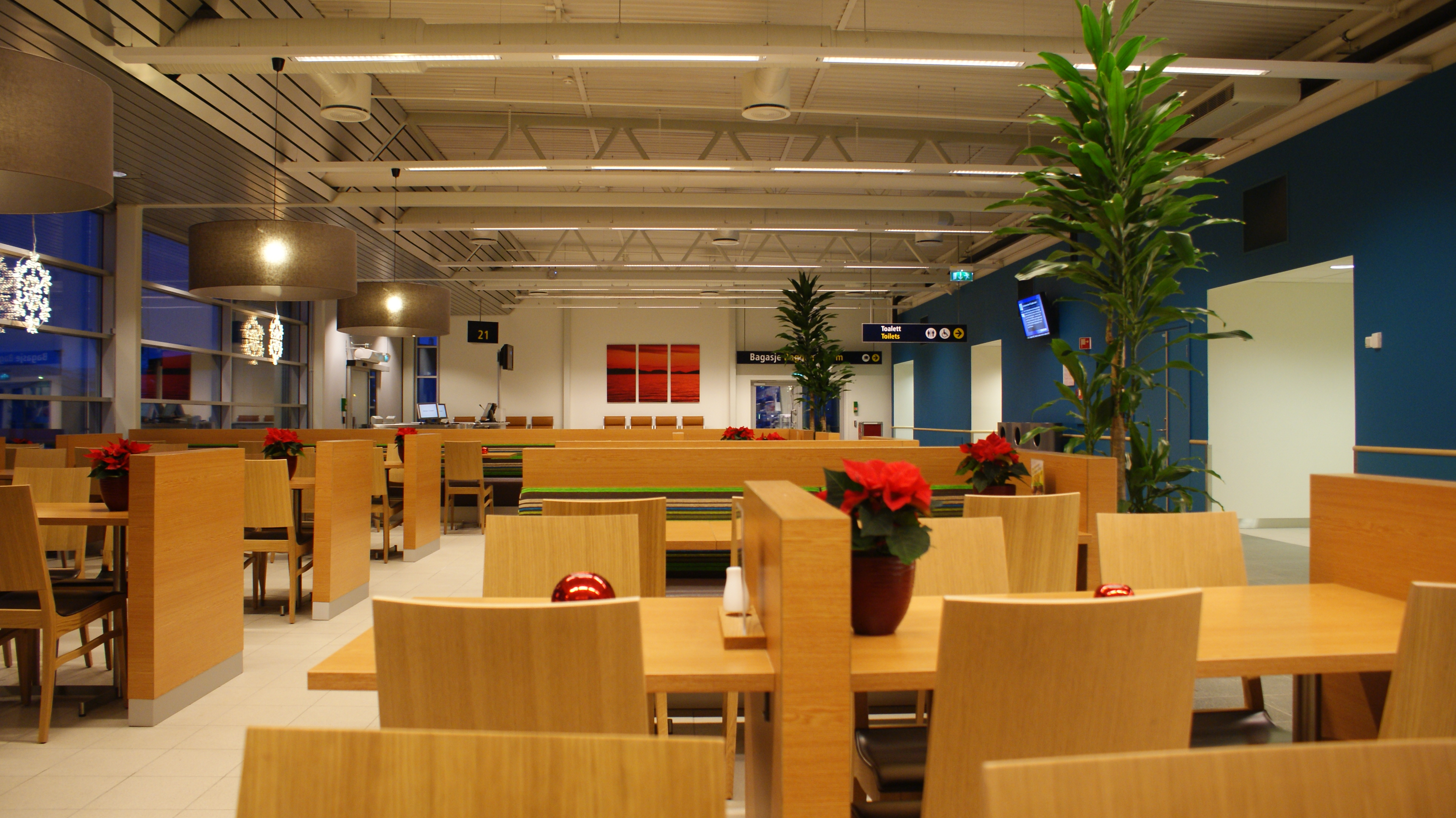
Зал ожидания

Здание терминала общей площадью 5000 м. кв. может обслуживать международные рейсы. Взлётно-посадочная полоса размером 2253 Х 40 м, расположена по курсу 11/29 без рулежной дорожки. Взлетно-посадочные полосы имеют систему посадки по приборам категории I. Аэропорт расположен на высоте 3 м над уровнем моря.
В 2018 году аэропорт обслужил 386 662 пассажиров, было совершено 10940 взлётов/посадок.

## Авиакомпании и направления
Авиакомпаниями, выполняющими регулярные рейсы, являются Norwegian Air Shuttle, Scandinavian Airlines и Widerøe.
По состоянию на февраль 2019 года аэропорт обслуживает рейсы следующих авиакомпаний:

## Транспортное сообщение
Аэропорт расположен в Эльвебаккен, в 4 км от центра Алты. Автобусы соединяют аэропорт с центром города. Имеется паркинг на 520 машиномест, служба такси и прокат автомобилей. От Алты до Хаммерфеста курсируют автобусы и скоростные паромы. Время в пути до Хаммерфеста составляет два часа.